# Ganguro
Ganguro (jap. ガングロ) je modni trend japanskih devojaka koji je započeo sredinom 1990-ih. Karakteriše ga taman ten i svetla raznobojna šminka. Centri ovog modnog stila bili su Šibuja i Ikebukuro u Tokiju.
Ganguro modu započeli su mladi kao pobunu protiv koncepta tradicionalne japanske lepote koju su karakterisali svetao ten, tamna kosa i šminka neutralnih boja. Ganguro predstavlja njenu suprotnost i zato je za njega karakteran taman ten, svetla blajhana kosa i raznobojna šminka koja se stavljala na neuobičajne načine.  
Ganguro je povezan sa japanskim folklorom jer je ličio na način na koji su demoni i duhovi prikazani u no i kabuki pozorištima. Ova konekcija se još potvrđuje činjenicom da je ogranak ovog modnog stila, jamanba, nazvan po planinskoj veštici iz japanskog folklora. 
Ganguro je započeo 1990-ih i dostigao svoj vrhunac krajem te decenije. Navodno je skroz zastareo 2000-ih kada se pojavila bihaku moda kojom su sve mlade devojke htele da imitiraju izgled svojih omiljenih popularnih pevača, posebno Ajumi Hamasaki, koja je bila nova pevačica na sceni u to vreme. Nakon ovoga je ganguro stil krenuo da nestaje, ali se njegov uticaj može i dalje videti u jamanba i manba modnom stilu.

## Karakteristike
Ganguro se pojavio kao novi modni stil 1990-ih, pretežno među japasnkim devojkama. U ganguro modi kombinuje se taman ten sa kosom ofarbanom u nijansama naranđaste do plave ili u srebrno sivu. Crno mastilo se koristilo kao lajner za oči, a beo korektor kao karmin i senka. Uz to su neki dodavali lažne trepavice, cirkone i biserni prah. Nosile se cipele sa platformom i odeću jarkih boja. Stvari koje su još karakteristične za ganguro modu su mini suknje, stikeri na licu, i mnoštvo narukvica, ogrlica i prstenja. 
Ganguro spada u veću subkulturu poznatu kao Gjaru (od engleske reči „gal“), koji je sleng termin za razne grupe mladih devojaka i obično se odnosio na veoma detinjaste devojke. Istraživači japanskih studija pretpostavljaju da je ganguro vrsta osvete nad tradicionalnim japanskim društvom zbog zanemarivanja, izolacije i ograničavanja japanskog društva. Ovo je bio njihov pokušaj na izražavanju svoje individualnosti i slobode i otvoreni prkos prema školskim standardima i regulacijama.
Modni časopisi kao što su Egg i Ageha su direktno uticali na ganguro stil. Drugi popularni ganguro časopisi su Popteen i Ego System. Ganguro kulura se često povezuje sa para para, japanskim plesom. Međutim, većina para para plesača nisu ganguro i većina ganguro nisu para para plesači iako ima mnogih koji su ganguro ili gjaru i plešu para para.
Jedna od najpoznatijih ganguro devojaka je bila devojka zvana Buriteri. Nadimak je dobila po sosu crne boje kojim se preliva riba u terijaki kuvanju. Egg časopis ju je napravio zvezdom tako što su je često objavljivali tokom vrhunca ganguro mode. Pritisak društva i negativne glasine su je primorale da se odrekne ganguro stila.

## Etimologija
Ljudi koji spadaju u ganguro subkulturu smatraju da je reč nastala iz fraze „gangankuro“ ili „ganganguro“ (ガンガン黒 – veoma taman/crn). Reč ganguro se može prevesti kao “izgorelo-crni izgled”, “taman ten” ili “crno-lice”.

## Spoljašnje veze
- The Ganguro Effect
- "British followers of Japanese fashion"—BBC World Service article